# 笑顔YESヌード
『笑顔YESヌード』（えがお イエス ヌード）は、モーニング娘。32枚目のシングル。2007年2月14日に発売された。

## 概要
8期メンバー光井愛佳加入後9人の初シングル。カップリング曲「サヨナラのかわりに」はモーニング娘。史上2度目のカバー曲となっている。「僕らが生きる MY ASIA」に続き「モーニング娘。10th anniversary」デザインロゴ付（限定盤Aと通常盤はジャケット裏右下、限定盤Bはパッケージ底）。
2007年「ハロプロ楽曲大賞」大賞曲

## 収録曲
1. 笑顔YESヌード
作詞・作曲：つんく / 編曲：松井寛
つんく♂曰く「ソウルフルなファンキーダンスナンバー」（つんく公式サイトコメントより）。
センターは高橋愛、藤本美貴。
メインボーカルは吉澤ひとみ、高橋愛、新垣里沙、藤本美貴。
2007年1月27日『Hello! Project 2007 Winter 〜集結! 10th Anniversary〜』でコンサート初披露。テレビ初披露は2007年2月8日放送『うたばん』。
2. サヨナラのかわりに
作詞・作曲：BANANA ICE / 編曲：鈴木Daichi秀行
2000年2月2日発売、当時の『おはスタ』出演者によって結成されたグループ「おはぐみ」が歌っていた同名曲のカバー。
モーニング娘。のカバー曲は「モーニング娘。のひょっこりひょうたん島」以来2度目となる。
2007年2月上旬、同番組内でミニドラマ「モーニング娘。の"ありがとう"を伝えたい」が放送、発売日翌日の2月15日にはスタジオ生出演で披露した。
3. 笑顔YESヌード (Instrumental)

## 参加メンバー
- 4期：吉澤ひとみ
- 5期：高橋愛、新垣里沙
- 6期：藤本美貴、亀井絵里、道重さゆみ、田中れいな
- 7期：久住小春
- 8期：光井愛佳

## 参加ミュージシャン
- つんく♂：Chorus (#1)
- 松井寛：Programming (#1), Keyboard (#1)
- 是永巧一：Guitar (#1)
- 竹内浩明：Chorus (#1)
- 鈴木 "Daichi" 秀行：Programming (#2), Guitar (#2)
- CHINO：Chorus (#2)

## 収録アルバム
- SEXY 8 BEAT
- モーニング娘。 ALL SINGLES COMPLETE 〜10th ANNIVERSARY〜